# Dywizja A1 rumuńska w piłce siatkowej kobiet
Dywizja A1 – najwyższa klasa siatkarskich rozgrywek ligowych kobiet w Rumunii. Pierwsze rozgrywki o mistrzostwo kraju odbyły się w 1949 roku, a tytuł zdobył zespół Locomotiva Bukareszt.

## Medalistki
| Sezon     | I miejsce                     | II miejsce                    | III miejsce                   |
| --------- | ----------------------------- | ----------------------------- | ----------------------------- |
| 1949/1950 | Locomotiva Bukareszt          |                               |                               |
| 1950/1951 | Progresul Bukareszt           |                               |                               |
| 1951/1952 | Progresul Bukareszt           |                               |                               |
| 1952/1953 | Progresul Bukareszt           |                               |                               |
| 1953/1954 | CS Știința Bacău              |                               |                               |
| 1954/1955 | Progresul Bukareszt           |                               |                               |
| 1955/1956 | Progresul Bukareszt           |                               |                               |
| 1956/1957 | Dinamo Bukareszt              |                               |                               |
| 1957/1958 | Dinamo Bukareszt              |                               |                               |
| 1958/1959 | Rapid Bukareszt               |                               |                               |
| 1959/1960 | Dinamo Bukareszt              |                               |                               |
| 1960/1961 | Dinamo Bukareszt              |                               | CS Universitatea Cluj         |
| 1961/1962 | Dinamo Bukareszt              |                               | CS Universitatea Cluj         |
| 1962/1963 | Dinamo Bukareszt              |                               |                               |
| 1963/1964 |                               |                               |                               |
| 1964/1965 | Rapid Bukareszt               |                               |                               |
| 1965/1966 | Dinamo Bukareszt              |                               |                               |
| 1966/1967 | Dinamo Bukareszt              |                               |                               |
| 1967/1968 | Rapid Bukareszt               |                               |                               |
| 1968/1969 | Dinamo Bukareszt              |                               |                               |
| 1969/1970 | Penicilina Iași               |                               |                               |
| 1970/1971 | Penicilina Iași               |                               |                               |
| 1971/1972 | Rapid Bukareszt               |                               |                               |
| 1972/1973 | Rapid Bukareszt               |                               |                               |
| 1973/1974 | Rapid Bukareszt               |                               |                               |
| 1974/1975 | Dinamo Bukareszt              |                               |                               |
| 1975/1976 | Dinamo Bukareszt              |                               |                               |
| 1976/1977 | Dinamo Bukareszt              |                               |                               |
| 1977/1978 | Dinamo Bukareszt              |                               |                               |
| 1978/1979 | Dinamo Bukareszt              | CSU Galați                    |                               |
| 1979/1980 | Dinamo Bukareszt              |                               |                               |
| 1980/1981 | Dinamo Bukareszt              |                               |                               |
| 1981/1982 | Dinamo Bukareszt              |                               |                               |
| 1982/1983 | Dinamo Bukareszt              |                               |                               |
| 1983/1984 | Dinamo Bukareszt              | Metal Gałacz                  |                               |
| 1984/1985 | Dinamo Bukareszt              | Metal Gałacz                  | Farul Konstanca               |
| 1985/1986 | CS Universitatea Craiova      | Metal Gałacz                  |                               |
| 1986/1987 | CS Universitatea Craiova      | Metal Gałacz                  |                               |
| 1987/1988 | CS Universitatea Craiova      | Dinamo Bukareszt              | Flacăra Roșie Bukareszt       |
| 1988/1989 | Dinamo Bukareszt              | CSC Râmnicu Vâlcea            | CS Universitatea Craiova      |
| 1989/1990 | CS Universitatea Craiova      |                               |                               |
| 1990/1991 | CS Universitatea Craiova      |                               |                               |
| 1991/1992 | Rapid Bukareszt               |                               | CS Universitatea Cluj         |
| 1992/1993 | Rapid Bukareszt               |                               |                               |
| 1993/1994 | Rapid Bukareszt               | CS Știința Bacău              | CS Universitatea Cluj         |
| 1994/1995 | Rapid Bukareszt               | CS Știința Bacău              |                               |
| 1995/1996 | Rapid Bukareszt               | CS Știința Bacău              |                               |
| 1996/1997 | Rapid Bukareszt               |                               |                               |
| 1997/1998 | Universitatea Bacău           |                               |                               |
| 1998/1999 | Rapid Bukareszt               | CS Știința Bacău              |                               |
| 1999/2000 | Rapid Bukareszt               | CS Știința Bacău              | Dinamo Bukareszt              |
| 2000/2001 | Rapid Bukareszt               | CS Știința Bacău              | Dinamo Bukareszt              |
| 2001/2002 | Rapid Bukareszt               |                               | Dinamo Bukareszt              |
| 2002/2003 | Rapid Bukareszt               | VCU Piatra Neamț              | Dinamo Bukareszt              |
| 2003/2004 | Rapid Bukareszt               | CS Știința Bacău              | Dinamo Bukareszt              |
| 2004/2005 | CS Știința Bacău              | Rapid Bukareszt               | Metal Gałacz                  |
| 2005/2006 | Rapid Bukareszt               | CS Știința Bacău              | Dinamo Bukareszt              |
| 2006/2007 | Metal Gałacz                  | Dinamo Bukareszt              | CS Știința Bacău              |
| 2007/2008 | Metal Gałacz                  | Dinamo Bukareszt              | CS Știința Bacău              |
| 2008/2009 | Metal Gałacz                  | CS Volei 2004 Tomis Konstanca | Dinamo Bukareszt              |
| 2009/2010 | Metal Gałacz                  | CS Volei 2004 Tomis Konstanca | Dinamo Bukareszt              |
| 2010/2011 | CS Volei 2004 Tomis Konstanca | CS Știința Bacău              | Dinamo Bukareszt              |
| 2011/2012 | CS Volei 2004 Tomis Konstanca | CS Știința Bacău              | Dinamo Bukareszt              |
| 2012/2013 | CS Știința Bacău              | Dinamo Bukareszt              | CS Volei 2004 Tomis Konstanca |
| 2013/2014 | CS Știința Bacău              | Dinamo Bukareszt              | CS Volei Alba-Blaj            |
| 2014/2015 | CS Volei Alba-Blaj            | CSM Târgoviște                | CSM Bukareszt                 |
| 2015/2016 | CS Volei Alba-Blaj            | CSM Târgoviște                | CSM Bukareszt                 |
| 2016/2017 | CS Volei Alba-Blaj            | CSM Bukareszt                 | CSM Târgoviște                |
| 2017/2018 | CSM Bukareszt                 | CS Volei Alba-Blaj            | CSM Târgoviște                |
| 2018/2019 | CS Volei Alba-Blaj            | CSM Bukareszt                 | CSM Târgoviște                |
| 2019/2020 | CS Volei Alba-Blaj            | Dinamo Bukareszt              | CSM Târgoviște                |
| 2020/2021 | CSM Târgoviște                | CS Volei Alba-Blaj            | Dinamo Bukareszt              |
| 2021/2022 | CS Volei Alba-Blaj            | CSM Târgoviște                | CSO Voluntari 2005            |
| 2022/2023 | CS Volei Alba-Blaj            | CSM Târgoviște                | CSM Lugoj                     |
| 2023/2024 | CSO Voluntari 2005            | CS Volei Alba-Blaj            | Rapid Bukareszt               |
| 2024/2025 | CS Volei Alba-Blaj            | CSO Voluntari 2005            | Dinamo Bukareszt              |